# لي كوبر
لي كوبرهي شركة ملابس إنجليزية، تعمل في جميع أنحاء العالم، مشهورة بالجينز. يقع المكتب الرئيسي في لندن ، إنجلترا. أنتجت الشركة في الأصل ملابس العمل للتصدير، وبدأت تتخصص في السترات الواقية من الرصاص والسراويل في ثلاثينيات القرن العشرين.